# Goryphus disgregus
Goryphus disgregus là một loài tò vò trong họ Ichneumonidae.